# Diola

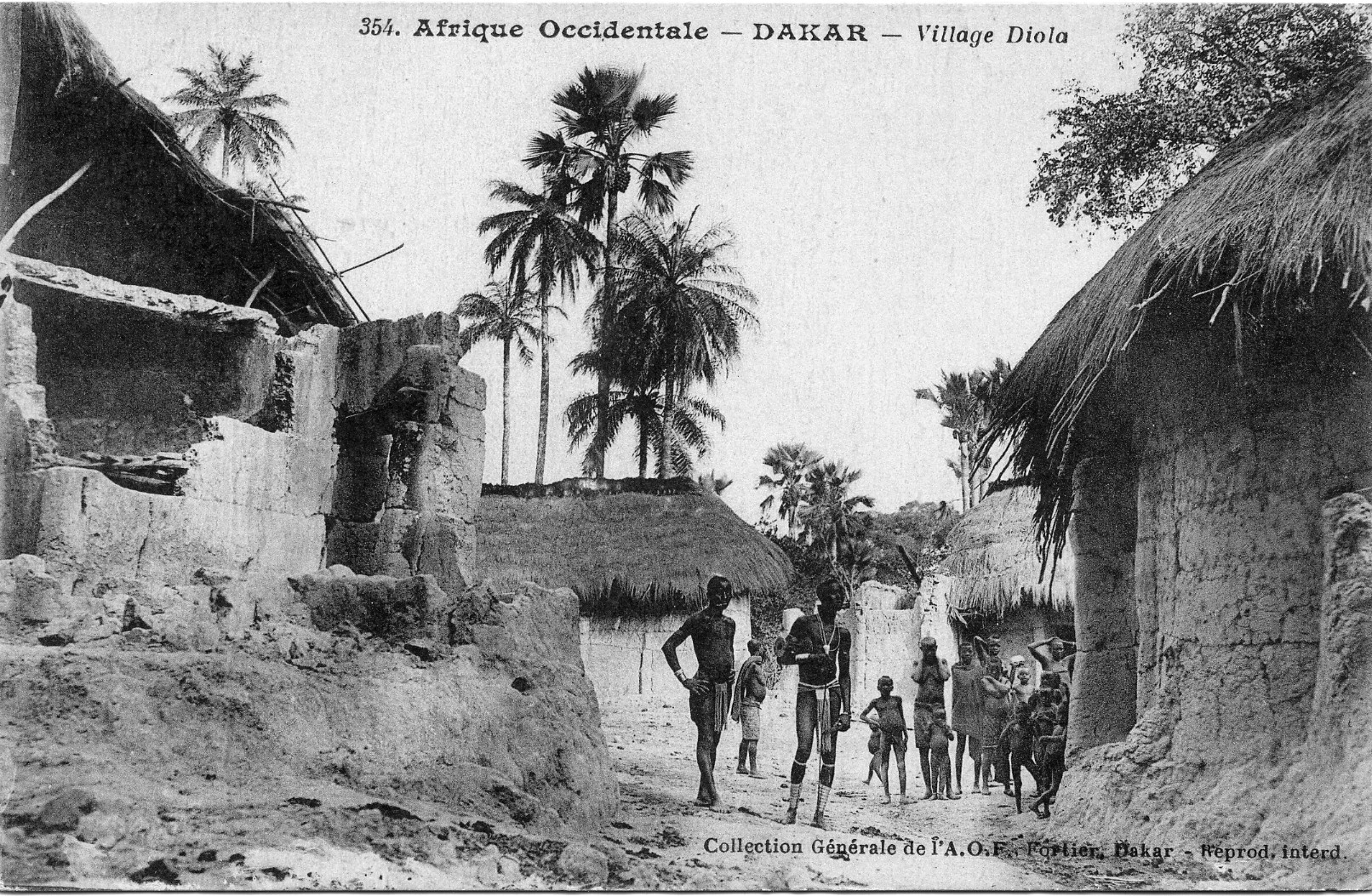
Poble diola al Senegal, abans del 1928.

Els jola (en grafia wòlof) també escrits diola, yola o djola, són una ètnia africana al Casamance, uns 399.000 al Senegal, 88.000 a Gàmbia i 27.000 a Guinea Bissau, depenent de les fonts.

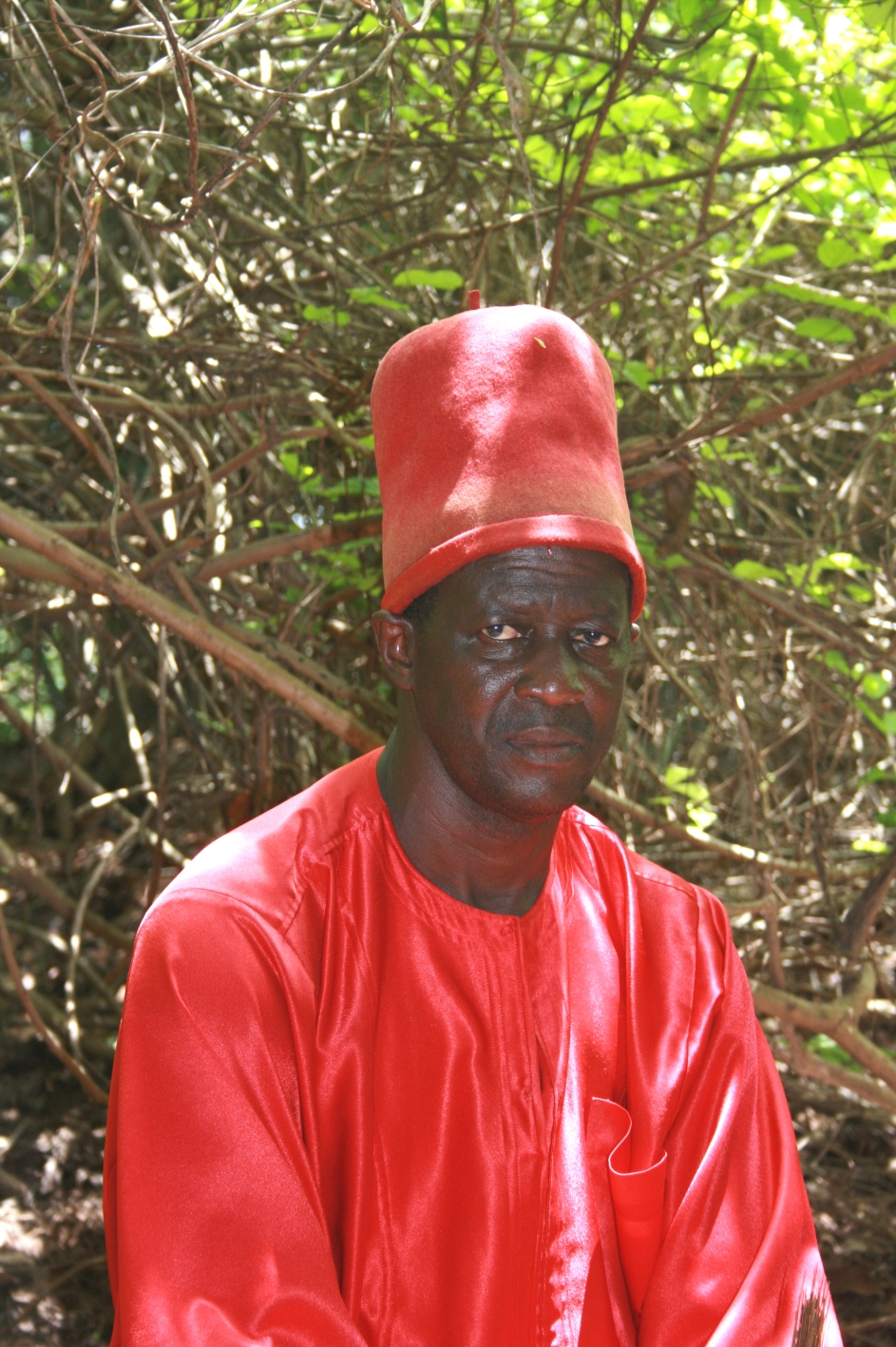
Rei d'Oussouye

## Grups
Al marge dret del riu Casamance se situen: 
- El Boulouf, poblat pels blufs Eblufayi en Diola (singular: Abluf) o Ejugutayi). (vers le barrage d'Affiniam...). Exemples de viles: Elana, Affiniam, Boutem, Mangagoulack, Kartiack, Tendouck, Boutégol, Thionck-Essyl (la vila més gran de Senegal des del punt de vista demogràfic) Bagaya, Mandegane, Balingore, Diatock, Tendimane, Djimande, Kagnobon, Djégoune, Bassire, Mlomp, etc.
- El Fogny (Bignona i Gàmbia), poblat pels fognis Efogniayi en Diola, Fogni Kombo i Efogniayi (singular Afogni) amb un fort component malinke. Exemple de viles Fogni: Bignona, Bessire, Batingné, Koubalan, Finthiok, Mampalago, Tendimane, Tanghori, Soutou, Balandine etc. Entre els diola que viuen a Gàmbia, els Joola-fognis hi són majoaritaris.
- El Kalunay (a l'Est del Boulouf) poblat per una barreja de diola i malinke Elunay (singular Alunay)
- Al litoral de l'oceà Atlàntic i a les illes s'estén el país dels Blis-Karones on els habitants són anomenats Eblinayi i Eronayi (singular Ablin). La principal vila és Kafountine, etc.

Al Fogny i el Boulouf hi és present el fons cultural bainuk. Els bainuks (o baynunks, singular Abaynunk) viuen en simbiosi amb llurs veïns diola.
Al marge esquerre del riu Casamance se situen: 
- Hulun, el país dels Elunayi (singular Alun). És el país de Brin a l'oest de Ziguinchor.
- El país del rei Ayi o Mofayi s'estén a l'oest de Ziguinchor. Comprèm les viles d'Enampor, Essyl, Kamogueul, Badiatte, Eloubaline, Banjal, Etama i Séléki. També s'anomena Banjal o país dels Banjal (singular Abanjal).
- Séléki, país dels Elekiayi (singular Aleki).
- A l'oest de Mofayi, un grup anomenat país dels Flups o Kasa.
- Huluf, habitat pels Elufayi (singular Aluf), és el país veí immediat a la vila de Husuy (Oussouye)
- Eyun, habitat pels Eyunayi (singular Ayun), al sud de Husuy.
- Esulasu, habitat pels Esulaluayi (singular Asulalu), al nord de Husuy.
- Essoukoudiack
- Selhek, al sud-oest de Husuy.
- Selhek, Huluf i Eyun constitueixen el regne d'Analufay.
- El país de Kabrus (Kabrousse) a l'oest d'Analufay, habitat pels Ehelayi (singular Ahel) o habitants de Her.
- Diembéring o juwaat, al nord de Kabrus, habitat pels éwaat (singular 'awaat)
- El país dels Ejamat, (o Éjamaat) o Ajamat (o Ajamaat) o Adjamat (o Adjamaat) (vers el parc de Baix Casamance i a Guinea Bissau). Exemples de viles: Youtou, Éffock, Kaguitte (al Senegal), Suzana, Éjatène, Éramé, Kasolol, Katon, Karuhey, Bujin, Yall, etc. (a Guinea Bissau). Els seus habitants són els Ejamatayi (singular Ajamat). Entre els diola que viuen a Guinea Bissau els Joola d'Ejamat hi són majoritaris.
- Les illes Batoghatabu (singular Atoghat), on els habitants porten el mateix nom.

## Economia
La Casamance es veu afavorida amb 2 a 3 vegades més pluja que el nord del Senegal. Mentre la part nord és una immensa sabana amenaçada d'una constant i ràpida desertització, la Casamance gaudeix d'arbrat i terres fecundes bones per a l'agricultura. La regió produeix la majoria del menjar del país (fins i tot, la meitat de l'arròs del país, cotó i blat de moro) i en produeix tant per a l'ús nacional com per a l'exportació. Disposa dels principals recursos turístics del Senegal.

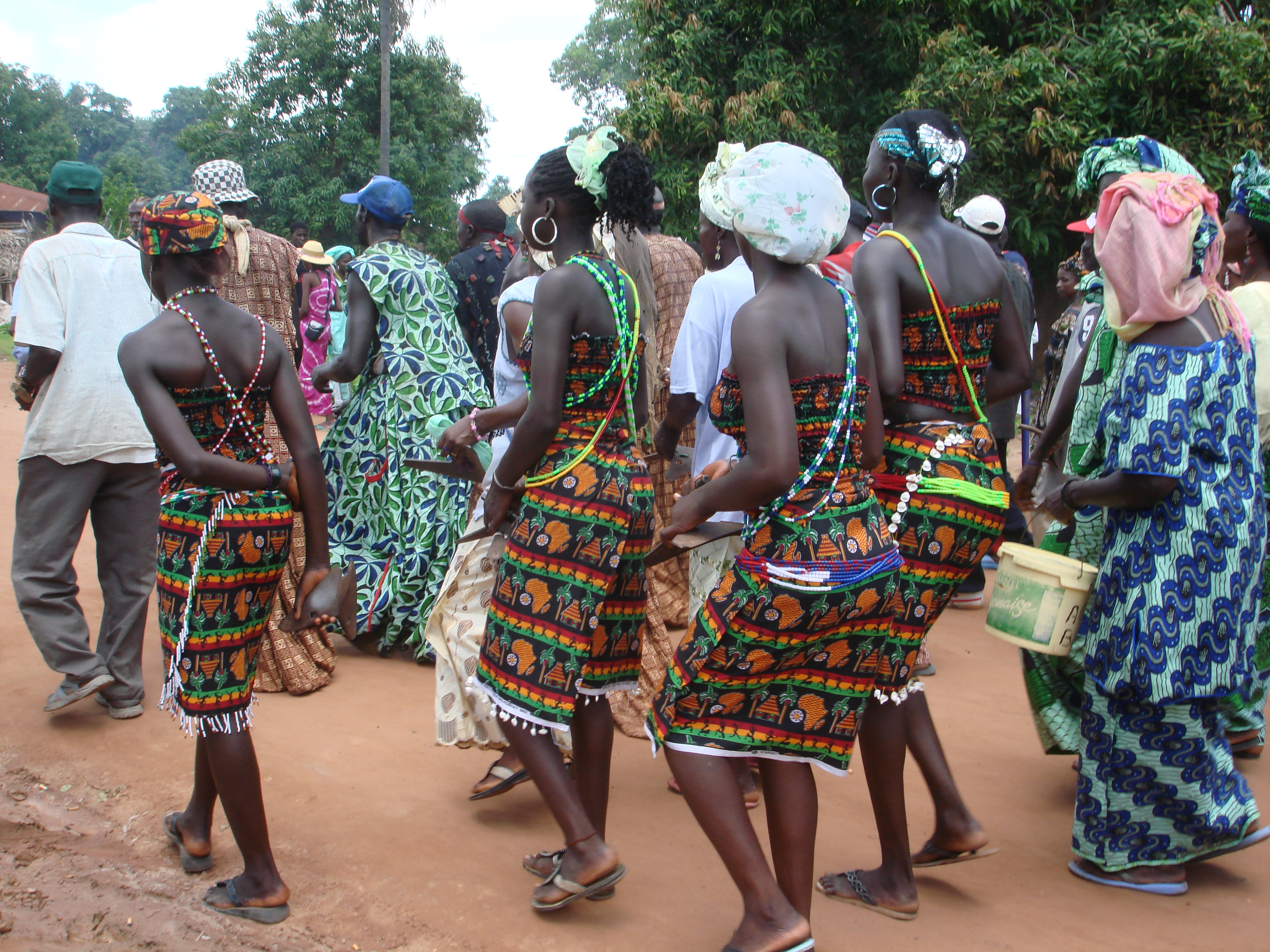
Joves diola al ball

## Societat
Els diola viuen en clans, i el clan és l'aspecte més important de les seves vides. Les persones són furiosament fidels als seus clans i els defensen orgullosament. Transmeten la seva història i creences mitjançant tradicions orals, cançons i danses. Els homes i dones viuen en cases separades fetes de fang o ciment; els homes en cases rodones i les dones en habitatges rectangulars. El pare és el cap de la família, i les herències es passen dels pares als fills. Els barons més vells posseïxen la majoria del poder i influència.

## Història
Els diola van començar a establir-se al territori que actualment ocupen des de començaments del segle xvi. Alguns van fundar els seus propis pobles independents; uns altres van escollir establir-se en pobles preexistents on van viure sovint en àrees separades, una pràctica que encara és comuna avui. La Casamance és la regió amb més gran concentració humana. Està separada de la resta de Senegal per Gàmbia i el riu Gàmbia. Els sentiments secessionistes de la Casamance han existit d'ençà dels temps colonials, durant els quals els dioles van resistir la influència francesa. Tradicionalment, les persones de la Casamance han romàs apartades d'altres parts del Senegal. La separació geogràfica i política pel riu Gàmbia i la colònia britànica de Gàmbia els va ajudar a mantenir el seu propi idioma i cultura, però també va ser un inconvenient per a la seva incorporació a la resta del Senegal. Les diferències en són enormes en molts aspectes: idiomàtiques, culturals, religioses (mentre que, en la resta de l'estat, més del 80 per cent de la població és musulmana, els dioles i altres pobles de Casamance han mantingut la seva religió tradicional animista o el cristianisme. Després de la independència del Senegal, el 1960, els nous governants de l'estat, amb el seu centralisme còpia de l'estat francès hi va repetir les pràctiques colonials. El colonialisme interior produïa desigualtats socioeconòmiques excessives entre els grups ètnics i, com a resultat, les gents perjudicades consideren que la seva regió està dominada políticament i econòmica; es consideren explotats pel colonitzador interior, això és, pel seu govern.
La major part dels ingressos agrícoles i turístics de la regió es dirigeix a Dakar, la capital del país. El seu sentit d'abandó pel govern en termes d'infraestructura, educació i desenvolupament econòmic és encara més manifest quan es comparen amb el desenvolupament de la veïna Gàmbia. Quan el president de Gàmbia, Dawda Kairaba Jawara, va veure amenaçat el seu govern el 1981, el president del Senegal, Abdou Diouf, va enviar tropes en socors seu i, com a conseqüència, ambdós estats van signar la creació de la Confederació de Senegàmbia el 12 de desembre del 1981 (entrada en vigor l'1 de febrer del 1982). Però l'acord es va dissoldre el 30 de setembre del 1989 a causa de les seves diferències polítiques (Diouf pretenia convertir-se en president de la Confederació), i pel descontentament de Gàmbia amb el que consideraven una injusta política de preus.
El fracàs de la confederació va ser negatiu per a la Casamance, perquè ells preferien comerciar amb Banjul (la capital de Gàmbia) més que amb Dakar (la capital del Senegal). La Casamance i Gàmbia van compartir ambdós una experiència comuna: la dominació per part de l'estat del Senegal. A més, la proximitat geogràfica amb Banjul feia més fàcil el transport i era menys car. Així, la desintegració de la confederació de Senegàmbia va empitjorar la situació econòmica de la Casamance. La fase actual del moviment independentista a la Casamance va començar el 1982, quan el MFDC, dirigit pel poble diola, va organitzar una marxa pacífica per exigir la secessió de l'estat senegalès. El govern va ofegar la protesta i n'arrestà els líders. Des de llavors, el govern ha emprat la força com a resposta a les demandes polítiques de la Casamance.
Són centenars els morts reconeguts i milers les persones que han hagut d'abandonar les seves llars fugint dels atacs armats de l'exèrcit senegalès des del 1982. La situació turbulenta actual del país de la Casamance pot ser atribuïda fonamentalment als greuges polítics i econòmics que han sofert i només secundàriament com a resultat d'una hostilitat ètnica o de gelosia dels diola cap als wòlofs (el grup ètnic dominant del país: 36%). Els diola exigeixen que es resolguin dues situacions que consideren injustes: la primera, l'abandó econòmic des de la Independència i l'explotació de les seves terres per part del govern central, donant-se el cas que en els anys 80, per a assolir una més gran productivitat de les riques terres de la Casamance, molts petits agricultors que hi mantenien una agricultura de subsistència van ser expropiats per a més endavant transferir aquestes terres a colons del nord (és a dir, wòlofs, serers, i tukulors).
I en segon lloc, l'afrontament a causa del menyspreu del seu govern cap a les seves diferències ètniques, lingüístiques i religioses. Els diola no parlen wòlof, l'idioma principal de l'estat, o francès, l'idioma del govern del Senegal. Són menyspreats per les seves creences tradicionals animistes o cristianes. És per això que els dioles demanen que se'ls permeti explotar els seus propis recursos econòmics donant fi al colonialisme interior i s'acabi l'abandonament en termes d'infraestructura i educació.
Durant els anys noranta, van continuar els atacs intensos de l'exèrcit a desgrat del cessament del foc acordat el 1993. Només el 1995, el govern va ser acusat de la mort de centenars de persones. El país s'ha calmat des de final del 1995, quan el MFDC va demanar un nou cessament del foc. Les negociacions entre el govern i els rebels van començar a principis del 1996. Els rebels estan més interessats a assolir un tractament igual i en el desenvolupament del seu país que en la independència completa. Els agradaria que el govern del Senegal deixés a la Casamance alguns dels guanys que rep dels recursos de la regió. Les negociacions actuals poden resultar en una pau duradora a la Casamance, però l'aïllament geogràfic del país de la resta de l'estat i les diferències culturals de les persones de la zona pot continuar causant tensions entre la Casamance i el nord.

## Religió
Aproximadament el 60% manté la religió tradicional animista, mentre que el 40% és cristiana.

## Llengua
El Diola, també conegut com a Jola o Joóla-Kujamaat, és una llengua amb més de 65.000 parlants pròpia de Senegal, Gambia i Guinea Bissau. Típic de la zona de Casamance, pertany a la família de llengües atlàntiques i, més concretament, a la família de llengües Jola descrita per Alistair Kennedy en 1961.
Té diversos dialectes bastant similars entre ells: Buluf, Kalounaye, Kombo, Narang i Jola-Fony (el més parlat).
El sistema d'escriptura pot ser tan aràbic com llatí.

### Sistema Fonològic
El Diola pertany a les ‘’llengües no tonals'’.
- Les consonants són: p t c k b d j g m n ñ ᶇ f s h l r w y
- Hi ha cinc vocals amb quatre realitzacions diferents:

1.Curta-tensa: i u
```
e o 
```

```
ᵊ
```

2.Curta-relaxada: i u
```
ᵋ ᵓ
```

```
a 
```

3.Llarga-tensa: ii uu
```
ee oo 
```

```
ᵊᵊ
```

4. Llarga-relaxada: ii uu
```
ᵋᵋ ᵓᵓ
```

```
aa 
```

```
També expressades de la següent manera: 
```

i í u ú
```
é á ó
```

```
e o
```

```
a 
```

Consonants
Totes les consonants són tenses en presència de vocals tibants, en cas contrari, són laxes.
- <p> és una sonora bilabial oclusiva.
- <b> és una bilabial oclusiva sonora.
- <t> és una oclusiva sorda que té articulació dental abans de vocals altes, altes mitjanes i mitjanes; i articulació alveolar abans de totes les altres vocals
- <d> és una oclusiva sonora que, com <t>, té articulació dental abans de vocals frontals i articulació alveolar abans de totes les altres.
- <c> és una prepalatal oclusiva amb un notable
- <j> és una oclusiva prepalatal expressat k és una oclusiva vetllar sorda.
- <g> és un oclusiva vetllar sonora.

Vocals
Totes les vocals, incloent les vocals llargues, ho són més quan són tòniques.
- <í> és una vocal alta frontal no rodona tensa.
- <i> és una vocal alta frontal no rodona laxa.
- <é> és una d'alta a mitjans de vocal no arrodonida front tensa.
- <e> és una vocal alta-mitjana no arrodonida laxa.
- <á> sota l'estrès és una vocal alta-mitjana vocal central no arrodonida tensa; en cas contrari, pren una posició lleugerament inferior, que és similar a la schwa anglesa.
- <a> és una vocal central-baixa no arrodonida laxa. Abans de nasals és relativament frontal i lleugerament alta.
- <ó> és una vocal alta-mitjana posterior arrodonida tensa.
- <o> és una vocal baixa-mitjana posterior arrodonida laxa.
- <ú> és una vocal alta-posterior tensa arrodonida.
- <u> és una vocal alta- posterior arrodonida.

### Sistema verbal
Un radical o radical amb funció de verb es modifica segons els afixos, subjecte, complements, veu i aspectes.
Existeixen 5 modes:
- Realitzat o Duratiu: S'utilitza per descriure processos en curs.

1. Indicatiu: que indica la realitat.
2. Habitual: Indica un procés duratiu o usual.

- Resultatiu: Indica un esdeveniment que era d'esperar, la qual realització és certa o, almenys, possible. No obstant, no serveix per a formular hipòtesis.
- Obligatiu: Expressa una necessitat o, com el seu propi nom indica, una obligació. És similar a un imperatiu que s'adreça a tots els subjectes.
- Indefinit: Dona al verb un sentit d'imprecisió, de previsió o desig.
- Inacabat o Dubitatiu: S'utilitza per a indicar processos que no s'han acabat o la qual realització és dubtosa.

## Personalitats Diola
- Aline Sitoe Diatta, resistent de Casamance
- Emile Badiane, polític
- Robert Sagna, ministre
- Christian Sina Diatta